# Hariharpur (Surkhet)
Pour les articles homonymes, voir Hariharpur.
Hariharpur (en népalais : हरिहरपुर) est un comité de développement villageois du Népal situé dans le district de Surkhet. Au recensement de 2011, il comptait 4 581 habitants.